# 管嘉福
管嘉福（1515年—？），字正甫，號礪山，山東高密縣人，明朝政治人物。

## 生平
嘉靖十九年（1540年）庚子科山東鄉試第三十九名。嘉靖三十二年（1553年）癸丑科三甲進士。吏部观政，授应天府六合知县，起复任河南鄢陵知縣。嘉靖四十二年（1563年）革職為民。后起復，官至台州府同知。

## 家族
曾祖管進；祖父管惠；父管九雲，曾任學正。母王氏。严侍下。兄嘉祯（吏部主事）、嘉祐（生员）、弟嘉祥（生员）、嘉祉、嘉謨、嘉儒（生员）、嘉行、嘉樂。
兄管嘉禎，嘉靖初進士。